# Mateo Csák

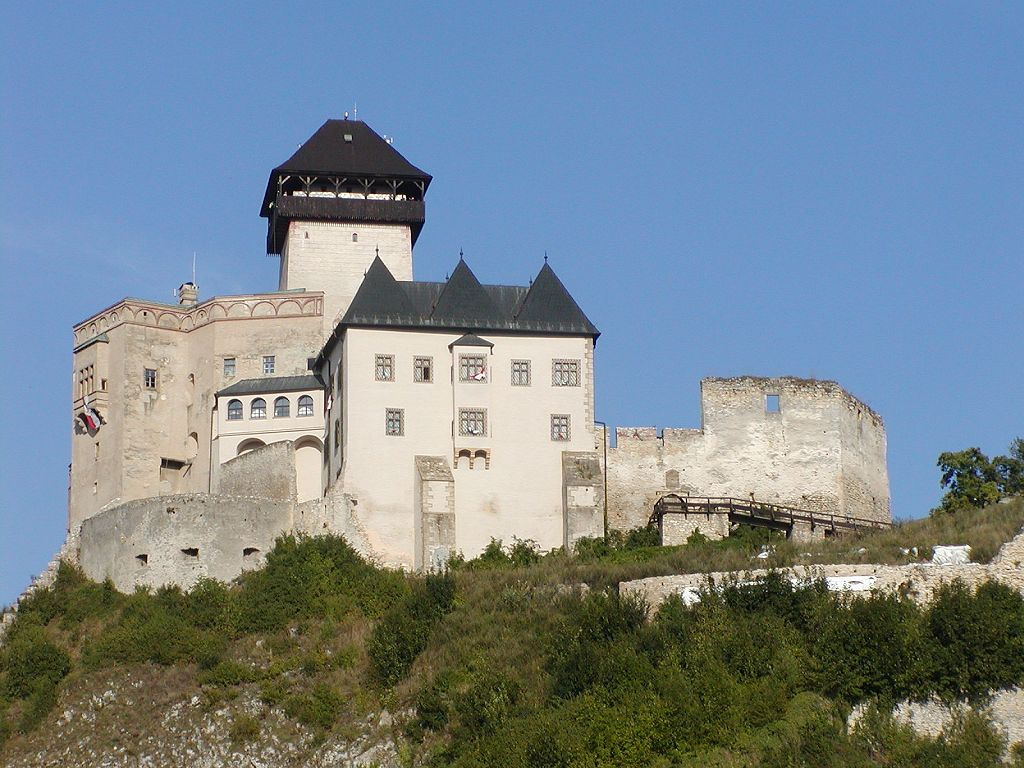
Castillo de Trenčín de Mateo Csák, ubicado en la región de Trenčín.

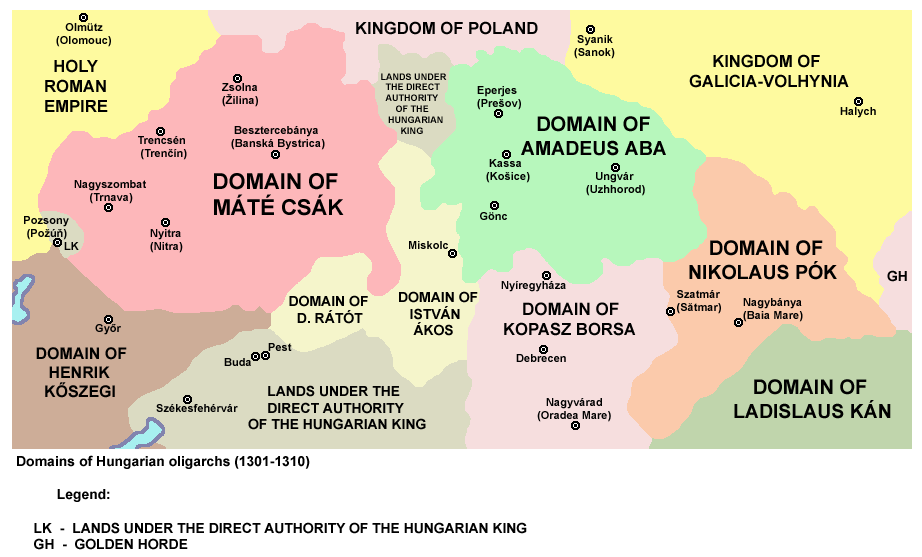
Dominios de Mateo Csák.

Mateo (III) Csák (aprox. 1260/1265 - 18 de marzo de 1321) (en húngaro: Csák (III) Máté, eslovaco: Matúš Čák III), también Mateo Csák de Trencsén (en húngaro: trencséni Csák (III) Máté, eslovaco: Matúš Čák III Trenčiansky) fue un oligarca húngaro del Reino de Hungría, que gobernó independientemente los condados del noroeste del reino (hoy aproximadamente la mitad occidental de la actual Eslovaquia y partes del norte de Hungría). Ocupó los cargos de Mariscal (főlovászmester) (1293-1296), Nádor de Hungría (1296-1297, 1301-1310) y Señor de la Tesorería (tárnokmester) (1310). Pudo mantener su dominio sobre sus territorios incluso después de su derrota en la batalla de Rozgony contra el rey Carlos I de Hungría. En el siglo XIX, fue descrito frecuentemente como un símbolo de la lucha por la independencia tanto en la literatura húngara como en la eslovaca.

## Biografía

### Primeros años
Fue hijo del Nádor de Hungría Pedro Csák, un miembro de la familia húngara Csák. Alrededor de 1283, Mateo y su hermano, Csáh nembeli Csák, heredaron las posesiones de su padre en Komárom (eslovaco: Komárno) y Szenic (eslovaco: Senica). Por esa época también heredó las posesiones de sus tíos alrededor de Nagytapolcsány (eslovaco: Veľké Topoľčany, actual Topoľčany), Hrussó (eslovaco: Hrušovo) y Tata. Su padre había comenzado a expandir su influencia sobre los territorios que rodeaban sus posesiones, pero después de su muerte, los miembros de la familia rival de Kőszegi se fortalecieron en los condados de Pozsony y Sopron.

### Extensión de su influencia
En verano de 1291, Mateo Csák tomó parte en la campaña militar del rey Andrés III de Hungría contra el duque austríaco Alberto I de Habsburgo, en la cual los ejércitos húngaros llegaron hasta Viena. Tras la batalla, el rey húngaro le otorgó el título de caballero (agasonium regalium magister), nombrándolo gobernador de Bratislava. En 1292 las tropas de los nobles Kőszegi tomaron la ciudad de Bratislava, la cual fue reocupada por Mateo a pesar de la negativa de Andrés III.
Mateo Csák consiguió por la fuerza en 1293 el control de la provincia de Trenčín junto con varias aldeas del sureste. Igualmente en 1296 compró el castillo de Castillo de Červený Kameň y en ese mismo año obtuvo el título de juez de los cumanos y Nádor de Hungría. En 1297 invadió y devastó los territorios en Nitra de la Abadía de Pannonhalma.
Luego de estos acontecimientos y otros hechos violentos, el rey húngaro lo despojó de los títulos otorgados. No obstante, Mateo continuó utilizándolos a pesar de las órdenes del monarca. Andrés III se apresuró a apoyar a los nobles hijos de András de Hont-Pázmány para que detuviesen a Mateo, pero el noble se les adelantó y tomó sus fortalezas y les dio muerte.
A continuación Mateo siguió ocupando fortalezas de nobles húngaros y las anexó a sus territorios, entre ellas se hallaban las de Csejte, Rajec, Pöstyén, Bajmóc, Váracska. Para 1302 ya había eliminado a las últimas ramas de los Hont-Pázmány y se había hecho con sus castillos, obteniendo una influencia en el reino como jamás otro noble la había logrado antes.

### Nuevos reyes húngaros

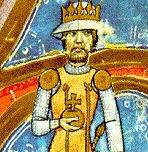
Carlos I Roberto de Hungría.

El 14 de enero de 1301, tras la muerte de Andrés III sin herederos aparecieron de inmediato varios pretendientes al trono. Entre ellos se hallaba Otón III Duque de Baviera y Carlos Roberto de Anjou Sicilia, así como el joven Wenceslao III de Bohemia. Esta situación de incertidumbre sirvió excelentemente a Mateo para que él, como la figura de mayor poder en el reino húngaro, pudiese establecer un rey débil a quien pudiera manipular. El 27 de agosto de 1301 tomó parte personalmente en la coronación del muy joven Wenceslao III de Bohemia en Székesfehérvár, quien le convenía como nuevo rey en reemplazo del fallecido Andrés III. Supuso Mateo que podría manipularlo a su antojo y continuar extendiendo su poder en el reino. A cambio de su apoyo, el nuevo rey le otorgó los territorios de Nitra al norte de Hungría. Sin embargo, pronto Mateo se alzó contra el rey Wenceslao, ya que en realidad el noble húngaro no apoyaba totalmente a ninguno de los pretendientes al trono húngaro.
En 1305 murió el padre del joven Wenceslao, dejándolo desamparado y a merced de los nobles húngaros, ante lo cual el rey renunció al trono húngaro y se retiró a su hogar de Bohemia, donde reinó hasta su muerte. De inmediato las tropas de Mateo Csák invadieron el palacio vacío de Visegrado con aprobación del pretendiente Carlos Roberto de Anjou-Sicilia. En 1306 sus ejércitos tomaron la provincia de Zólyom, y Visegrado se convirtió definitivamente en la residencia permanente del oligarca húngaro.
Entre 1300 y 1308 cayeron en manos de Mateo cerca de 20 nuevas fortalezas con sus territorios circundantes. Si bien parecía apoyar aparentemente al pretendiente Carlos Roberto y en 1310 el arzobispo Gentilis enviado por el Papa desde Aviñón le hizo jurar que le reconocía como supremo Señor de Hungría, Mateo realizaba a menudo ataques y robos en la ciudadela de Buda desde Visegrado donde se residenciaba.

### Carlos Roberto, rey de Hungría

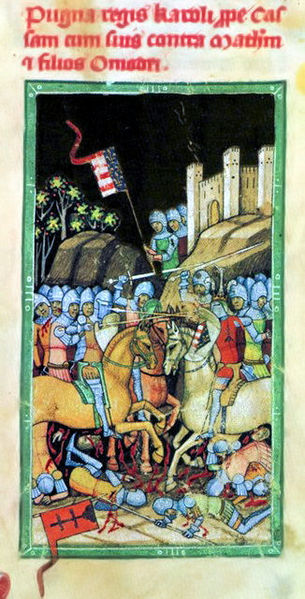
Batalla de Rozgony en 1312, en la cual se debilitó el poder de Mateo Csák al ser derrotado por el rey Carlos Roberto.

Con esto Mateo deseaba que el joven rey húngaro abandonase la ciudad y que mudase la Sede real a otro lugar, lo cual logró tras un feroz ataque el 25 de junio de 1311, a consecuencia del cual el rey y su consorte huyeron a la ciudad de Temesvár. En este momento se hallaba en su cúspide el poder del oligarca húngaro, quien fue excomulgado el 6 de julio de 1311 por el enviado papal Gentilis. Según esto, todos los siervos de Mateo quedaban libres de su situación de vasallaje y debían abandonar a su amo, e igualmente los obispos y arzobispos que estaban bajo su control debían abandonarlo. De no hacerlo, todos ellos sufrirían el mismo destino siendo excomulgados.
Ante esto, Mateo Csák asedió y tomó las fortalezas del arzobispo de Estrigonia en 1312 y la del arzobispo de Nitra en 1317, las cuales fueron saqueadas y destruidas. En 1312 se libró la batalla de Rozgony, en la que Mateo Csák fue derrotado por el ejército del rey Carlos Roberto de Hungría. Si bien esta batalla debilitó enormemente al oligarca, Carlos Roberto no logró vencerlo totalmente hasta que le dio muerte.
En 1315 fue retomada finalmente la ciudad de Visegrado por el noble Tomás Szécsényi, tras lo cual el rey pudo regresar a la fortaleza. Sin embargo, en el período entre 1312 y 1321 el rey sólo consiguió recuperar siete fortalezas que estaban en posesión de Mateo. En 1321 falleció Mateo Csák, derrumbándose su "imperio" de territorios húngaros, con lo que finalmente se restableció casi en su totalidad el poder del monarca.